# Muzil
Muzil (Musil, Mužilj) je poluotok i gradska četvrt u Puli. Administrativno pripada Mjesnom odboru Stoja. Proteže se na površini od 180 ha. Poluotok je poznat po tome što je bio neprekidno militariziran duže od 150 godina. Stoga ovo mjesto sadrži sve slojeve kultura koje su prošle Pulom i jedini je neoskvrnuti dokaz novije pulske povijesti.
Iako se nalazi unutar grada, Muzil je oduvijek predstavljao zagonetku za većinu Puljana. Godine 1859. Austrija određuje Pulu za svoju glavnu ratnu luku. Od tada pa sve do 2007. godine Muzil je bio zatvoren za javnost. Tu su se smjenjivale vojske Austrije, Italije, Jugoslavije i Hrvatske. Zadnja aktivna vojna ustanova na Muzilu bilo je Središte za obuku pješaštva "Muzil" Hrvatske vojske.
Na Muzilu se nalazi kamenolom, par fortifikacijskih objekata izgrađenih za vrijeme Austro-Ugarske Monarhije, te brojne topovske baterije izdubljene u živoj stijeni. Sa sjeverne obale s rta Kumpar polazi u smjeru otoka Sv. Jerolima lukobran duljine 1.210 m. Budući da su brojne vojske tijekom svog boravka sagradile ogroman labirint podzemnih tunela pod Pulom, tako se i za Muzil veže urbana legenda koja govori kako je jedna muzilska vojna utvrda podmorskim tunelom povezana s Brijunima.
Bez obzira na legende nastale među lokalnim stanovništvom, Muzil više ne ugošćuje vojnike, a Ministarstvo obrane predalo je čitavo područje Puli, koja je tek nakon 150 godina postala vlasnikom područja koje joj prirodno pripada.
Vlada Republike Hrvatske i Istarska županija osnovali su 2003. godine tvrtku Brijuni rivijera d.o.o. s ciljem stvaranja elitnog turističkog odredišta, često pod oštrom kritikom lokalnog stanovništva. U suradnji s jedinicama lokalne samouprave kao koordinatorima projekta dogovoreno je da će se na Muzilu nalaziti hotel, luksuzne vile i apartmani s ukupno 2.500 postelja, a predviđena je i izgradnja golf igrališta, no još nije definirano hoće li teren imati devet ili 18 rupa. Na tom je području predviđena i izgradnja dviju marina s ukupno 550 vezova u moru, dok bi se na suhom trebalo naći 800 vezova.